# Верхозінська сільська рада
Верхо́зінська сільська рада (рос. Верхозинский сельский совет) — сільське поселення у складі Шадрінського району Курганської області Росії.
Адміністративний центр — село Верхозіно.
Населення сільського поселення становить 522 особи (2017; 601 у 2010, 865 у 2002).

## Склад
До складу сільського поселення входять:
| Населений пункт       | Населення, осіб (2002) | Населення, осіб (2010) |
| --------------------- | ---------------------- | ---------------------- |
| Верхозіно, село       | 759                    | 532                    |
| Кондакова, присілок   | 91                     | 63                     |
| Крестовське, присілок | 15                     | 6                      |